# إريك ماركوارت
إريك ماركوارت هو مصور وسياسي ألماني، ولد في 20 أكتوبر 1987 في نويبراندنبورغ في ألمانيا. نشط حزبياً في تحالف 90/الخضر. في انتخابات البرلمان الأوروبي 2019، انتخب عضو في البرلمان الأوروبي عن دائرة ألمانيا لترشحه ضمن قائمة تحالف 90/الخضر، وقد انضم خلال فترته النيابية (2 يوليو 2019 – ) للكتلة البرلمانية كتلة الخضر/التحالف الأوروبي الحر.